# Manuel Legris

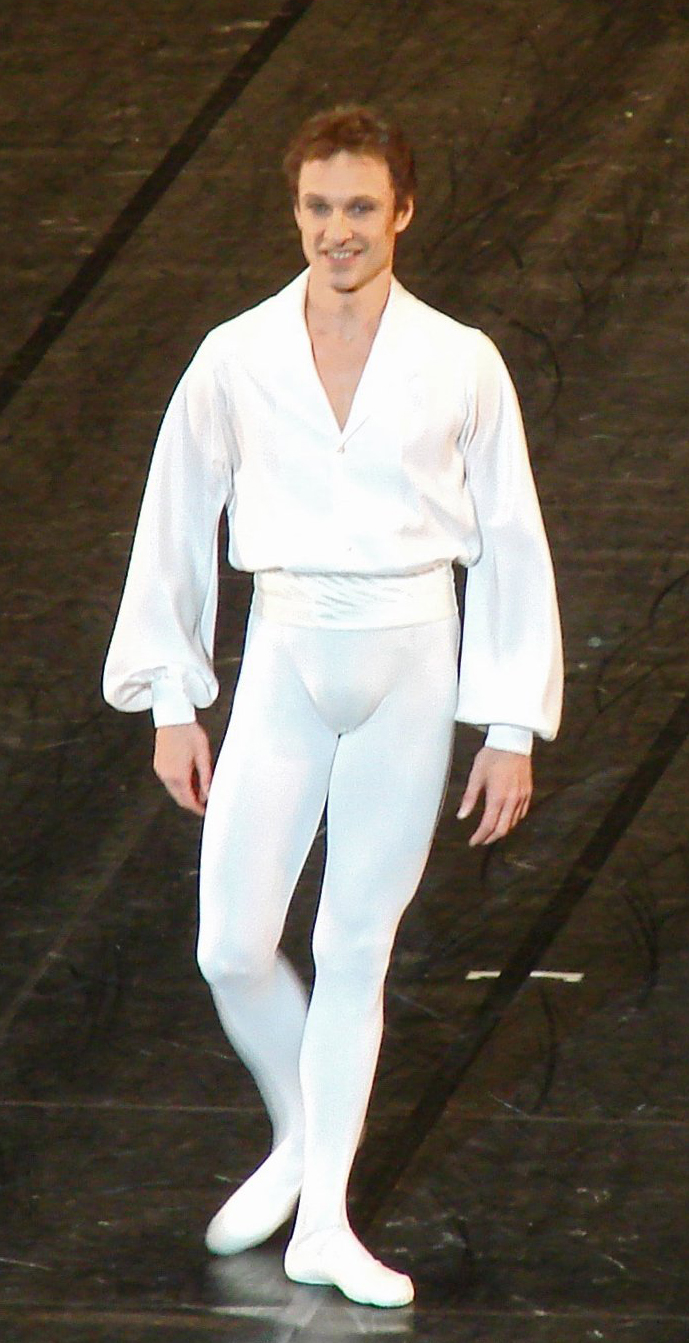
Manuel Legris.

Manuel Legris (París, Francia, 10 de octubre de 1964) es un bailarín francés. 

## Trayectoria
Entró a la Escuela de Danza de la Ópera de París en 1976, y después en el cuerpo de baile en 1980. En 1981 pasó a ser corifeo y luego "solista" en 1982. Fue un éxito excepcional en el ámbito de la danza de la Ópera de París que Rudolf Nuréyev nombrara a Manuel Legris "primer bailarín" sin pasar por la fase de "bailarín principal". Su nombramiento con el título de étoile (estrella) fue el 11 de julio de 1986, después de la representación del ballet Raymonda, coreografiado por Rudolf Nuréyev, en el que bailó el papel de Jean de Brienne. 
Entonces, los diversos papeles se suceden, permitiendo a la nueva estrella tomar posesión del "gran repertorio", y revelando así sus múltiples facetas y el alcance de su talento, que parecen ilimitados.
Además de sus cualidades intrínsecas (técnica sin fallas, riqueza expresiva), Manuel Legris se impone como un excepcional partenaire, un bailarín que pasa con una asombrosa facilidad del repertorio clásico al contemporáneo. Por ello, desde William Forsythe a John Neumeier, desde Jiří Kylián a Jerome Robbins, los coreógrafos más famosos no dejan de solicitarlo: Manuel participa en la mayor parte de papeles en el repertorio o nuevas creaciones de la Ópera de París.
Al mismo tiempo, la reputación de Legris cruzó muy rápidamente las fronteras: las más prestigiosas compañías lo han invitado: el Ballet Real, el Ballet de la ciudad de Nueva York, el Ballet Nacional de Cuba, el Ballet de Tokio, los ballets de Montecarlo, Stuttgart y Hamburgo, donde John Neumeier creó especialmente para él Spring and Fall y A Cinderella Story.
Invitado de prestigio, Manuel Legris aparece en todas los grandes escenarios del mundo, desde el Teatro de La Scala de Milán a la Ópera del Metropolitan, de la Ópera Estatal de Viena al Teatro Bolshói de Moscú o, muy recientemente, en el Teatro Mariinski de San Petersburgo.
Muy rápidamente, se impone como un partner muy solicitado y así, además de las estrellas de la Ópera de París, baila con las bailarinas más grandes del mundo, entre ellas Evelyn Hart, Dominique Khalfouni, Alessandra Ferri, Lorna Feijoo y Diana Vishneva.
Además, Manuel Legris hace giras por el mundo con su compañía: « Manuel Legris et ses Étoiles ». Esta idea nace en 1996 de la voluntad común de Manuel Legris y Monique Loudières, buscando permitir a los jóvenes bailarines abordar los roles de solistas antes inaccesibles para ellos en la Ópera, permitir trabajar con los más grandes coreógrafos o confrontarse a los jóvenes creadores. Regularmente invitados a Japón, este grupo se presenta por el mundo entero.
En enero de 2000, en un gira por Tokio, Kishin Shinoyama, sin duda el fotógrafo japonés más emblemático del mundo, publicó Manuel Legris à l’Opéra de Paris, una obra que lo consagró enteramente.
En 2003, Manuel Legris añade dos creaciones a su repertorio: Variaciones de Carmen de Roland Petit y Phrases de Quatuor de Maurice Béjart.
Este mismo año, Maurice Béjart remonta Le Chant du compagnon errant para él y Laurent Hilaire y les otorga la exclusividad de la representación.
En febrero de 2004, Jiří Kylián creó para él , en la Ópera de París, el dúo Il faut qu’une porte..., que bailó con Aurélie Dupont.
En verano, hizo una nueva gira por Japón con su grupo, a los que suma como "invitados especiales" a Monique Loudières y Laurent Hilaire.
En diciembre de ese mismo año participa en la nueva obra de Trisha Brown O złożony / O composite, junto a Aurélie Dupont y Nicolas Le Riche.
En diciembre de 2005, el Ballet de Stuttgart le ofreció el papel titular de Oneguin, que bailó con Maria Eichwald y la compañía en una gira por Japón y, en enero de 2006, en Stuttgart.

## Premios y distinciones
- 1984 - Medalla de oro en el Concours international de ballet de Varna (Bulgarie).
- 1985 - Prix du Cercle Carpeaux.
- 1988 - Prix Nijinski.
- 1993 - Caballero de la Orden de las Artes y Letras.
- 1998 - Oficial de la Orden de las Artes y las Letras.
- 2000 - Premio Nijinski (por décima vez).
- 2002 - Caballero en la Orden national du Mérite.

## Filmografía
- Roméo et Juliette (Rudolf Nuréyev)
- Le Spectre de la rose (Michel Fokine)
- Notre-Dame de Paris (Roland Petit)
- L'Arlésienne (Roland Petit)
- La bella durmiente del bosque  (Rudolf Nuréyev)
- Don Quijote (Rudolf Nuréyev)
- Sylvia (John Neumeier)

## Repertorio
- Giselle, Paquita (versión clásica).
- Rhapsody, Méditation (pas de deux) (Sir Frederick Ashton).
- Agon, Tchaïkovsky - Pas de deux, Le Palais de Cristal, Temas y variaciones, Los cuatro temperamentos, Divertimento n° 15, El hijo pródigo, Violin Concerto, Who cares?, Stars and Stripes, Sonatine, Joyas (George Balanchine).
- Coppélia (Patrice Bart).
- Arepo, Le Concours, Le Chant du compagnon errant, Phrases de Quatuor (Maurice Béjart).
- Le Lac des cygnes (Vladímir Bourmeister).
- Napoli (Auguste Bournonville).
- O złożony / O composite (Trisha Brown).
- Les Indomptés (Claude Brumachon).
- Oneguin (John Cranko).
- Blues du poisson rouge (Pierre Darde).
- Giselle (Mats Ek).
- In The Middle Somewhat Elevated, Wound-Work (William Forsythe).
- El Espectro de la rosa (Michel Fokine).
- Bacchanale (Andy Degroat).
- Tantz-Schul, Sinfonietta, Nuages, Doux Mensonges, Bella Figura, Il faut qu’une porte... (Jiří Kylián).
- Giselle, La Sylphide, Paquita (Pierre Lacotte).
- Études (Harald Lander).
- La Fille mal gardée (Joseph Lazzini).
- Suite en blanc, Les Mirages, Roméo et Juliette, pas de deux (Serge Lifar).
- L'Histoire de Manon, Roméo et Juliette (Sir Kenneth MacMillan).
- Le Songe d'une nuit d'été, Vaslaw, Magnificat, Casse-Noisette, Sylvia, Spring and Fall, A Cinderella Story (John Neumeier).
- Don Quijote, Raymonda, Casse-Noisette, Le Lac des cygnes, Roméo et Juliette, La Belle au bois dormant, Cendrillon, La Bayadère (Rudolf Nuréyev).
- Notre-Dame de Paris, L'Arlésienne, Carmen, Les Intermittences du cœur, Cheek to Cheek, Variations sur Carmen (Roland Petit).
- Le Parc (Angelin Preljocaj).
- Dances at a Gathering, In The Night, The Four Seasons, A Suite of Dances, Other Dances (Jerome Robbins).
- Rules of The Game (Twyla Tharp).
- Continuo, Jardin aux Lilas, The Leaves Are Fading (Antony Tudor).
- Quatre derniers lieder (Rudi van Dantzig).
- Angel, Alles Walz (Renato Zanella).